# Albert Tessier
Albert Tessier (Sainte Anne-de la Pérade, Quebec, 6 de marzo de 1895 - Trois-Rivières, 13 de septiembre de 1976) fue un sacerdote, profesor, historiógrafo y cineasta quebequense.

## Premios y reconocimientos
En 1959 recibió el Premio de la lengua francesa (Prix de la langue française) de la Academia Francesa.
En su honor, el gobierno de Quebec instituyó con su nombre el Premio Albert-Tessier como uno de los catorce Premios del Quebec (Prix du Quebec) que otorga anualmente, con el que se galardona y reconoce la carrera y el trabajo de un director de cine quebequés que haya destacado por su aportación al reconocimiento de la producción de cine de Quebec. Un pabellón de la Universidad de Quebec en Trois-Rivières se llama Albert-Tessier.

## Filmografía
- Arbres et bêtes, 1942-1943[1]
- Artisanat familial, 1939-1942
- Baie d'Hudson, 1950
- Bénissez le Seigneur, 1937
- Les Bourgault, 1940
- C'est l'aviron qui nous mène, 1942
- Cantique de la Création, 1942
- Cantique du soleil, 1935
- Centenaire, 1934
- Chutes de divers films d'Albert Tessier
- Congrès eucharistique trifluvien, 1941
- Conquête constructive, 1939
- Credo du paysan, 1942
- Dans le bois, 1925-1930
- Démonstrations religieuses trifluviennes, 1933-1936
- Des Trois-Rivières à la Rivière-au-Rat visite à La Pierre, 1941-1944
- La Mauricie, 1952
- Écoles de bonheur, 1954
- Écoles et écoliers, 1939-1940
- Écoles ménagères régionales, 1942
- Écoles ménagères régionales femmes dépareillées, 1942
- Femme forte, 1938
- Femmes dépareillées réalisation et commentaires, 1948
- La forêt bienfaisante, 1942-1943
- Gloire à l'eau, 1935-1950
- La Grande vie tonifiante de la forêt, 1942-1943
- Hommage à notre paysannerie, 1938
- L'Île-aux-Coudres, 1939
- L'Île-aux-Grues, terre de sérénité, 1939
- L'Île d'Orléans, reliquaire d'histoire, 1939
- L'Île fleurie, 1939
- Indiens de la Mauricie, 1936
- Ma famille, 1938
- Le Miracle du curé Chamberland, 1952
- Mont-Carmel, 1939
- Parki-parka, 1951
- La Pêche, 1937-1940
- Pot-pourri d'animaux, 1940-1950
- Pour aimer ton pays, 1942
- Quatre artistes canadiens, 1938-1948
- Ralliements ménagers, 1949-1951
- Rocheuses, 1950
- Tavibois, 1950
- Tourisme nautique, 1936
- Trois-Rivières, 1949
- Trois-Rivières, 1932
- Trois-Rivières, 1934
- Trois-Rivières sous la neige, 1937
- Un sport passionnant ; La chasse aux images, 1936-1942